# Oláh Eszter
Oláh Eszter (1968. március 31. –) válogatott labdarúgó, hátvéd.

## Pályafutása

### A válogatottban
1993-ban egy alkalommal szerepelt a válogatottban.

## Sikerei, díjai
- Magyar bajnokság
  - bajnok: 1989–90, 1991–92, 1992–93, 1995–96
  - 2.: 1990–91
- Magyar női labdarúgókupa
  - győztes: 1993
- Magyar szuperkupa
  - döntős: 1993

## Statisztika

### Mérkőzése a válogatottban
| Magyarország | Magyarország    | Magyarország  | Magyarország | Magyarország | Magyarország | Magyarország | Magyarország | Magyarország |
| #            | Dátum           | Helyszín      | Hazai        | Eredmény     | Vendég       | Kiírás       | Gólok        | Esemény      |
| ------------ | --------------- | ------------- | ------------ | ------------ | ------------ | ------------ | ------------ | ------------ |
| 1.           | 1991. május 29. | Nagybecskerek | Jugoszlávia  | 0 – 0        | Magyarország | barátságos   | -            |              |
|              | Összesen        |               |              | 1            | mérkőzés     |              | 0            | gól          |